# Distretto di Madona
Il distretto di Madona (in lettone Madonas Rajons) è stato uno dei 26 distretti della Lettonia. In base alla nuova suddivisione amministrativa è stato abolito a partire dal 1º luglio 2009